# Іліра
Іліра Гаші (Ilira Gashi, нар. 29 жовтня 1994) — швейцарська співачка, авторка пісень та композиторка косовського походження.

## Життєпис
Іліра Гаші народилася у родині косовських албанців у швейцарському місті Бріенц на озері Брінц. Деякий час навчалась у спеціально підготовленому музичному класі середньої школи Гете / Рутенев в Гері і жила в той час в інтернаті міста Гера. Нині мешкає в Берліні.  

## Кар'єра
Музичну кар'єру почала в початковій школі. Підліткою виступала на швейцарському та албанському телебаченні. У 2010 році взяла участь у швейцарському національному відборі на пісенний конкурс Євробачення 2011 з її тодішнім гуртом The Colors і посіла третє місце з піснею Home. Тим не менш, була особливо успішною через Instagram, де випустила кілька відеофрагментів, які привернули увагу інтернет-спільноти. 
Пізніше Іліра переїхала до Німеччини і підписала контракт з управлінням на рівні 50/50 і видавничий контракт з Sony / ATV Music Publishing. Потім вона гастролювала Німеччинрю. Серед іншого, з'явилася на фестивалі Холі. 
У серпні 2018 року співачка підписала контракт з лейблом Four Music. 24-го серпня 2018 року вийшов її дебютний сингл Whisper My Name. Її перше потрапляння в чарти було досягнуто разом з піснею "Fading", яка ввійшла до 16-ти німецьких чартів. Пісню написала вона сама. У німецьких ефірних чартах пісня досягла 1-го місця і провела там чотири тижні. Відеокліп на цей сингл було знято в Лос-Анджелесі під керівництвом Зака Стольца. 
Іліра відома, зокрема, голосом у чотири октави. В даний час Іліра працює в Лос-Анджелесі, Лондоні і Берліні над своїм першим EP. 

## Дискографія
Сингли
- 2018: Whisper My Name
- 2018: Fading (з Алле Фарбеном)
- 2018: Get Off My D!ck
- 2019: Do It Yourself
- 2019: Diablo (з Хуаном Маганом)

Співпраця
- 2017: Hellrot (з Принцом П)